# Йонедзава

37°55′0″ пн. ш. 140°7′0″ сх. д. / 37.91667° пн. ш. 140.11667° сх. д.
Йонедза́ва (яп. 米沢市, よねざわし, МФА: [joned͡zawa ɕi̥]) — місто в Японії, в префектурі Ямаґата.

## Короткі відомості
Розташоване в південно-східній частині префектури. Колишнє призамкове містечко роду Уесуґі, столиця автономного уділу Йонедзава-хан. Основою економіки є текстильна, машинобудівна і електрична промисловості, рисівництво та скотарство. Традиційні ремесла — виготовлення саке та ножів. В місті розташовані руїни замку Йонедзава та святилище Уесуґі. Станом на 1 жовтня 2008 площа міста становила 548,74 км². Станом на 1 січня 2009 населення міста становило 90 937 осіб.

## Освіта
- Ямаґатський університет (додатковий кампус)